# Фрай, Элизабет
Элизабет Фрай (англ. Elizabeth Fry, имя при рождении — Элизабет Герни, Gurney; 21 мая 1780, Норвич, Англия — 12 октября 1845, Ремсгейт) — социальная активистка, реформатор тюремной системы Англии, известная как «ангел тюрем». Именем Элизабет Фрай названы многочисленные благотворительные общества в Великобритании и других странах Содружества.

## Биография
Элизабет Герни родилась в Норвиче в семье квакеров, была пятой из одиннадцати детей. Отец, Джон Герни, был успешным предпринимателем, банкиром, мать тоже происходила из семьи банкиров, учредителей банка Barclays, однако умерла, когда Элизабет было всего 12 лет. В августе 1800 года она вышла замуж за лондонского банкира и бизнесмена Джозефа Фрая (1777—1861). В браке родилось 11 детей.
Под влиянием проповедей американского проповедника Уильяма Сейвери в 1813 году Элизабет Фрай начала заниматься благотворительной деятельностью, посетила женскую тюрьму в Ньюгейте, где была поражена ужасным состоянием заключённых, и начала хлопотать о лучших условиях их содержания. В частности, благодаря ей была проведена новая классификация преступлений и преступников, был внедрён женский надзор за заключёнными женщинами, были улучшены условия для религиозной и светской жизни заключённых, образования. Постепенно новые критерии содержания заключённых распространились на другие тюрьмы страны.
В своём родовом имении Элизабет Фрай на свои средства основала школу для девочек-сирот, а годами позже — и школу для детей заключённых тюрем в Лондоне. В 1817 году вместе с двенадцатью другими женщинами основала «Ассоциацию для реформирования женских тюрем в Ньюгейте». Позже эта ассоциация была преобразована в общенациональную организацию, которая стала первой благотворительной женской организацией. Выступала в комитетах парламента Великобритании с докладами об условиях содержания женщин-заключённых, занималась лоббированием политиков по делам содержания женщин. В 1820 году основала ночной приют для бездомных в Лондоне. В 1822 году парламент принял реформу тюремной системы благодаря ходатайству Фрай и её сторонников.
Элизабет Фрай посещала больницы и тюрьмы также в Ирландии в 1827 году, где заботилась об условиях содержания психически больных пациентов. Фрай посещала каждое судно, перевозившее осуждённых преступников к Австралии, и настаивала на лучших условиях перевозки заключённых. Во время посещения Франции в 1838 году встречалась с чиновниками пенитенциарной системы страны, получила разрешение на посещение всех тюрем во Франции, после чего подготовила подробный отчёт и предложения реформ. В 1840 году Элизабет Фрай открыла школу медсестёр. Умерла 12 октября 1845 года.

## Значение
Ещё при жизни Элизабет Фрай её благотворительная деятельность была широко известна в обществе. Королева Виктория встречалась с ней несколько раз и жертвовала средства для её проектов. После смерти Фрай по инициативе мэрии Лондона было открыто первое общество Элизабет Фрай с ночным убежищем, школой для сирот и благотворительными учреждениями. Благотворительные ассоциации имени Элизабет Фрай были основаны во многих разных городах Великобритании, Канады и других стран. Английская поэтесса Элизабет Ричардс в 1918 году посвятила ей поэму «Элизабет Фрай, ангел тюрем». Портрет Элизабет Фрай был размещен на 5-фунтовых банкнотах Великобритании выпуска 1975-1992 и 2002 гг.